# صيدلة

الهاون والمدقة، إحدى الرموز المعترف بها دوليا لتمثيل مهنة الصيدلة

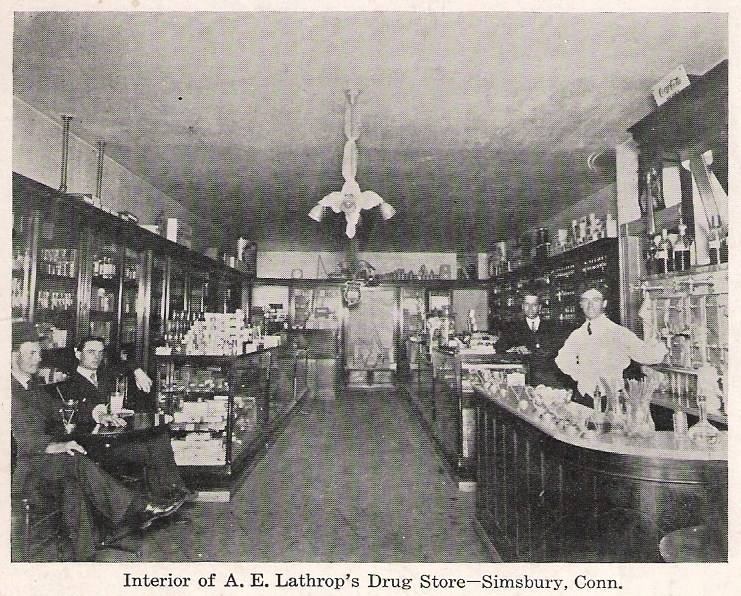
نموذجي لتخزين الأدوية الأمريكية على شكل نافورة الصودا، يعود لحوالي 1905

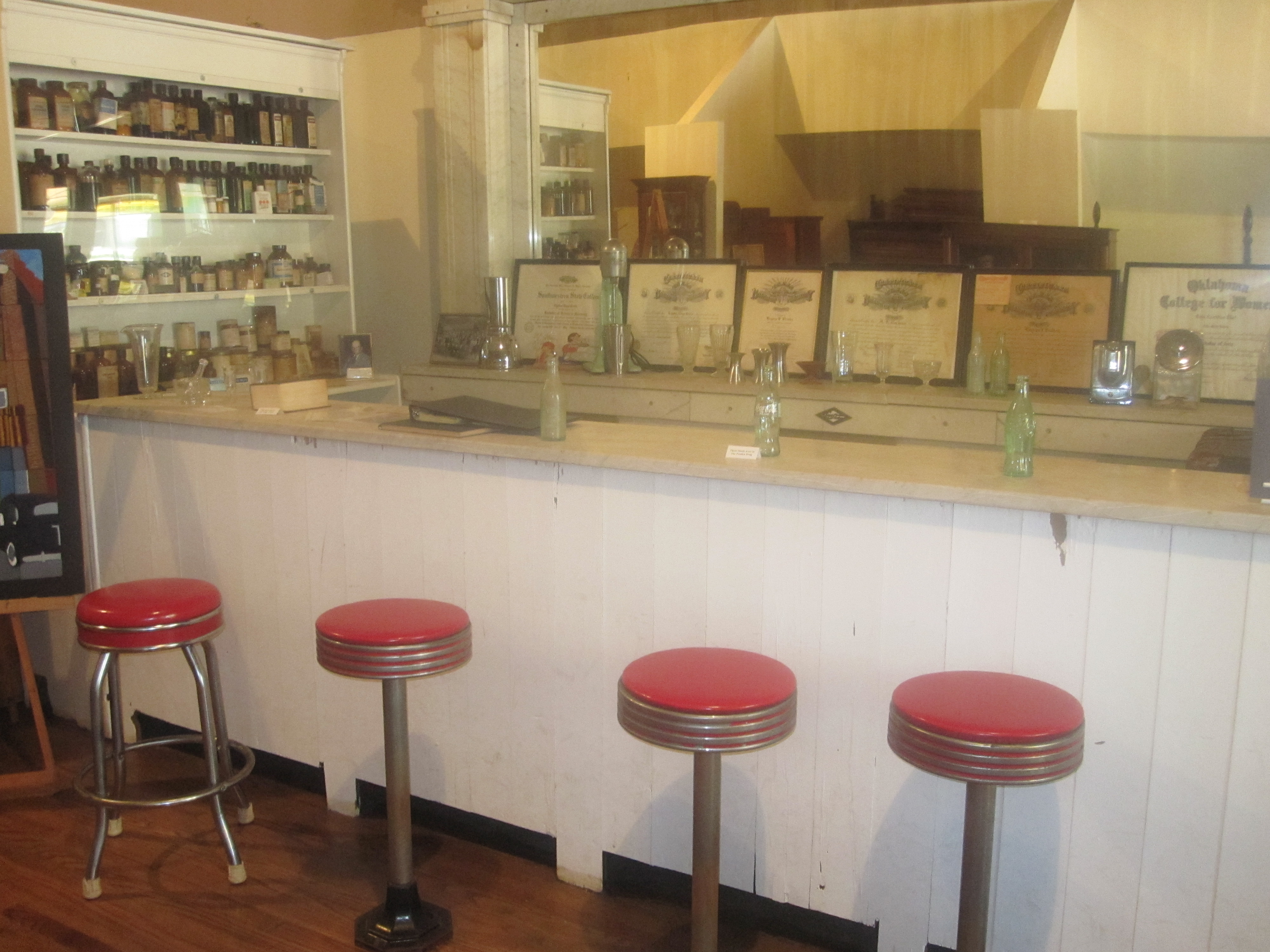
مستودع لتخزين الأدوية في اليفورنيا.يعود لعام 1920 في مقاطعة كولينغزوورث الآن هو متحف ومركز للفنون في ويلينغتون، تكساس

الصَّيْدَلَةُ مهنة الصيدلاني وعلم الصيدلة علم يبحث فيه عن العقاقير وخصائصها وتركيب الأدوية وما يتعلق بها.المعجم الوسيط الصيدلة علمياً' هي مهنة صحية تربط العلوم الصحية مع العلوم الكيميائية وتكون مسؤولة عن ضمان الاستخدام الآمن وفعالية المستحضرات الدوائية. كلمة الصيدلة مشتقة من اللغة اليونانية φάρμακον (pharmakon, بمعنى «الدواء» أو «الطب».
تشمل مهنة الصيدلة العديد من الأدوار التقليدية مثل تركيب وصرف الأدوية، وتتضمن أيضا تقديم المزيد من الخدمات الحديثة المتعلقة بالرعاية الصحية، بما في ذلك الخدمات السريرية، واستعراض الأدوية، واستعراض سلامة وفعالية الأدوية، وتوفير معلومات عن الأدوية. وبالتالي الصيادلة هم الخبراء في العلاج بالعقاقير والمهنيين الصحيين الأوليين الذين يحددون الاستخدام الأمثل للدواء لتوفير النتائج الصحية الإيجابية للمرضى.
والمكان الذي يمارس فيه الصيدلي مهنته (في اللحظة الأولى) بالصيدلية، أو المتجر الكيميائي، أو متجر الأدوية. في الولايات المتحدة وكندا والبلدان العربية متاجر الأدوية لا تبيع الأدوية فقط بل أيضا سلع متنوعة مثل الحلوى، ومستحضرات التجميل، والمجلات، وكذلك المرطبات الخفيفة.
وكلمة الصيدلية مشتقة من جذر كلمة صيدلة وهو مصطلح يستخدم من القرن ال15 و 17. بالإضافة إلى مسؤوليات الصيدلي، عرض المشورة الطبية العامة ومجموعة من الخدمات التي يتم تنفيذها حاليا من قبل الممارسين المخصصين فقط، مثل الجراحة والقبالة (فن التوليد). والصيدلة يكون عملها في كثير من الأحيان عبر متاجر البيع بالتجزئة، بالإضافة إلى مكونات الأدوية، والتبغ وبراءات الاختراع الطبية. وتستخدم أيضا العلاج بالأعشاب.
وفي إنجازات الصيدلة في مجال المكونات الكيميائية والعشبية فإنه يمكن اعتبار أعمال الصيدلة تمهيدا للعلوم الكيميائية وعلوم الأدوية وذلك قبل صياغة المناهج العلمية.
أما بالنسبة لرمز الثعبان فذلك لأن أدوية كثيرة تستخرج من السموم. ورمز الهاون أو المدقة فهو أحد الرموز الدولية للدلالة على مهنة الصيدلة حيث أنه يستخدم لطحن وخلط الكيماويات التي تستخدم في صناعة العقاقير.

## التخصصات
يمكن تقسيم مجال الصيدلة إلى ثلاثة فروع رئيسية هي:
1. علم الصيدلانيات وصناعة الأدوية
2. الكيمياء الصيدلية والعقاقير
3. الممارسة الصيدلية والصيدلة الإكلينيكية

ويعتبر في بعض الأحيان علم الأدوية الأساس الرابع للصيدلة.
إن الحدود الفاصلة بين هذه التخصصات والعلوم الأخرى مثل الكيمياء الحيوية ليست دائما واضحة، وغالباً ما يكون هناك تداخل في التخصصات إلى جانب فرق من البحوث التعاونية من مختلف العلوم. [بحاجة لمصدر]

## المهنيون
تقدر منظمة الصحة العالمية أن هناك مالا يقل عن 2600000 صيادلة عاملين في الصيدلية وتخصصات صيدلية أخرى في جميع أنحاء العالم

## الصيادلة
الصيادلة هم العاملون في مجال الصحة والمتدربين والمختصين الذين يؤدون الأدوار المختلفة لضمان تحقيق نتائج صحية أفضل للمرضى من خلال استخدام الدواء المناسب. بعض الصيادلة هم أصحاب مؤسسات كامتلاك صيدلية لممارسة المهنة فيها. منذ عرف الصيادلة التركيب الكيميائي للدواء وطريقة فعاليته وعمليات الأيض الخاص به وتأثيره الفسيولوجي في الجسم البشري بقدر كبير من التفصيل أنها تلعب دورا هاما في تحسين العلاج بالنسبة للمريض.
يمثل الصيادلة دوليا من قبل اتحاد الصيادلة العالمي (FIP). تكون ممثلة على المستوى الوطني من قبل المنظمات المهنية في المملكة المتحدة، ونقابة الصيادلة في أستراليا (PGA)، وجمعية الصيادلة الأمريكية (APhA) وجمعية الصيادلة في باكستان (PPS). وفي بعض الحالات الهيئة التمثيلية تكون مسؤولة عن التنظيم وأخلاقيات المهنة.
في الولايات المتحدة، تخصصات مهنة الصيدلة تم تصنيفها من قبل مجلس التصنيفات الصيدلية إلى ما يلي: القلب والأوعية الدموية، والأمراض المعدية والأورام والعلاجيات والطاقة النووية، والتغذية، والطب النفسي. ويحضر الصيادلة المجلس الأمريكي لعلم السموم كما يتضمن مهن طبية أخرى.

### فني الصيدلة
فني الصيدلة هو من يقوم بدعم العمل الذي يقوم به الصيدلي والطاقم الطبي من خلال قيامه بمجموعة من الواجبات المتعلقة بالصيدلة مثل توزيع الأدوية وتوجيه المرضى لاستخدامها الصحيح. قد يقوم الصيدلي الفني ببعض الواجبات الإدارية مثل مراجعة طلبات الأدوية والوصفات مع مكتب الطبيب، والمتابعة مع الشركات للتأكد من وصول الأدوية الصحيحة وحصول الشركات على مستحقاتها.

## تاريخ مهنة الصيدلة
إن الصيدلة تعد من أقدم العلوم التي اكتشفت حيث أن أصول علم الصيدلة ترجع إلى الثلث الأول من القرن الثاني عشر.وكانت الصيدلة لا تمس جميع جوانب الصيدلة ولكنها كانت مجرد بداية لعلم جديد.
حتى ولدت الصيدلة كعلم مستقل واسع، وهنا حصل تطور تاريخي من العصور القديمة إلى يومنا هذا الذي يوافق بالطبع لهذا العلم (الصيدلة)، وتكون مرتبطة دائما للدواء.

## أنواع مجالات الصيدلة المختلفة
يستطيع الصيادلة العمل في العديد من المجالات والأماكن مثل المستشفى، العيادات، مراكز التمريض، المراكز النفسية والعقلية، بالإضافة إلى إمكانية العمل لدى الجهات الرقابية والقانونية. كما يستطيع الصيدلي أن يتخصص في العديد من المجالات الطبية المختلة كالأورام، الأوبئة، مكافحة العدوى، التغذية، الحالات الحرجة... وغيرها من المجالات الكثيرة والمختلفة.

### صيدلة المجتمع
الصيدلية هو المكان الذي يمارس فيه الكثير من الصيادلة مهنتهم. وتتكون الصيدلية من واجهة للبيع وصرف الأدوية بالإضافة إلى أماكن لتخزين الأدوية وحفظها بشكل مناسب. والجدير بالذكر هو أن أول صيدلية أُنشأت كانت من قبل العالم المسلم حسن بن الهيثم في بغداد عام 754.
منذ مدة كان الصيدلي هو من يقوم بأعمال تحضير الأدوية وتجهيزها وصرفها، لكن في الوقت الحالي يقوم الكثير بتكليف فني الصيدلة بهذه المهام من أجل أن يقضي الصيدلي وقتا أكثر بالاتصال والاحتكاك مع مرضاه.
من متطلبات الصيدليات هو تواجد الصيدلي طوال وقت الخدمة في الصيدلية. كما أن على صاحب الصيدلية أن يكون في الأساس صيدلي مرخص له بمزاولة مهنة الصيدلة، لكن هذا الأمر لا يتم تطبيقه في بعض الحالات مثل المراكز التجارية التي تبيع بعض الأدوية.
في الوقت الحالي نجد أن خدمات الصيدلية لا تقتصر على بيع الأدوية فقط بل امتدت لتشمل مستحضرات التجميل والشامبو والحلويات وبعض المعدات الطبية ومستحضرات الأطفال وغيرها.

### صيدلة المستشفى
دور الصيادلة في المستشفيات يختلف عن دورهم في صيدلية المجتمع. فالصيدلي الذي يعمل في المستشفى مسؤول عن العديد من الأمور المعقدة والإكلينيكية (المتعلقة بالدواء)، بينما الصيدلي الذي يعمل في صيدليات المجتمع تكون المسؤوليات المعقدة تتعلق بالمسائل التجارية وعلاقته ومواجهته للجمهور.
نظرا لتعقيد بعض الأدوية إذ يجب التعامل معها بحذر، والحذر من مفعولها ويجب التأكد من سلامة الأدوية من التفاعلات الكيميائية مع أدوية أخرى إذ يجب تنبيه المريض وإخباره بالانتظام على أخذ الدواء في المنزل والمستشفى.
الجزء التطبيقي وممارسة الصيدلي في المستشفى تكسبه التعلم والتدريب. لذلك يتجه قسم من الصيادلة بعد التخرج من كلية الصيدلة إلى الإقامة لاكتساب شهادة الاختصاص وفي بعض الأحيان يتبعونها بأخذ درجة الزمالة بعد شهادة الاختصاص (Fellowship) في مجالات معينه. هؤلاء الصيادلة يشار إليهم كصيادلة متخصصين في جوانب معينة من الصيدلة. على سبيل المثال هناك صيادلة متخصصون في أمراض الدم/ وعلم الأورام، وفيروس نقص المناعة /الإيدز، والأمراض المعدية، والرعاية الحرجة، وطب الطوارئ، وعلم السموم، والصيدلة النووية، وإدارة الألم، والطب النفسي، ومكافحة تخثر الدم، والأدوية العشبية، وأمراض الأعصاب/ وإدارة الصرع، طب الأطفال والتوليد وأكثر من ذلك.
صيدليات المستشفى غالبا ما تكون متواجدة داخل مبنى المستشفى. وصيدليات المستشفى توجد فيها عدد كبير من الأدوية، تتضمن أدوية مخصصة جداً عن تلك التي تكون موجودة في الصيدليات المجتمع. أكثر أدوية المستشفى تكون أحادية الجرعة أو ذات جرعة واحدة من الدواء. صيدلية المستشفى وصيدليات المهنيين تحتوي على تركيبات معقمة مثل محاليل التغذية، وبعض الأدوية الأخرى التي تعطى عن طريق الوريد. هذه العملية المعقدة تتطلب تدريب كافي وضمان جودة المنتجات ومرافق كافية. العديد من صيدليات المستشفيات قررت أن تعطي الأدوية ذات خطورة عالية وبعض عمليات التركيب إلى شركات متخصصة في هذا النوع من التراكيب. تكلفة الدواء والتقنية المستخدمة إلى جانب الخدمات الصيدلية وآثار الدواء وسلامة المريض، تجعل من صيدلية المستشفى على أعلى مستوى ممكن.

### الصيدلة الإكلينيكية
الصيدلي الإكلينيكي (الصيدلي السريري) يقوم بتوفير العناية المباشرة بصحة المريض من أجل التأكد من الاستخدام المثالي للدواء لعلاج الأمراض أو منعها. الصيدلي الإكلينيكي يتعاون مع الطبيب وباقي أعضاء الطاقم الطبي لتوفير عناية دوائية ممتازة للمريض، حيث بقوم الصيدلي بالقيام بالعديد من الواجبات مثل: اختيار الدواء المناسب وتحديد الجرعة المناسبة كما يقوم بتحديد التداخلات الدوائية المحتملة وتغيير الأدوية المتعارضة. في العديد من المستشفيات في الولايات المتحدة الأمريكية يقوم الصيدلي بتحديد جرعات الأدوية التي تحتاج لمتابعة مستواها في الجسم عن قرب.

### صيدلية التركيب (التحضير)
التركيب المقصود به هو تحضير الدواء في شكل صيدلاني جديد. فمثلا إن كان مصنع الدواء يقوم بتصنيع على شكل حبوب، فإن صيدلي التحضير يستطيع تحضيرها في صورة مناسبة أخرى كشراب مثلا وهذا يفيد المرضى الذين يكون لديهم صعوبة في بلع الدواء.
الأمر لا يقتصر على ذلك فقط بل يستطيع الصيدلي التحضيري أن يقوم بخلط مجموعة من التراكيز معا لخلق التركيز الموصوف من الطبيب.
صيدلية التركيب تكون مسؤولة عن تركيب الأدوية وتوزيع الأدوية الغير محضرة للمرضى.

### صيدلية الإنترنت
منذ حوالي العام 2000 ميلادي، تم تأسيس عدد متزايد من صيدليات الإنترنت في جميع أنحاء العالم. كثير من هذه الصيدليات مماثلة لصيدليات المجتمع، وفي الواقع، تعمل العديد منها كصيدليات المجتمع ويخدمون زبائنهم عن طريق الشبكة. الفرق الأساسي بينهم هو في الطريقة التي يتم بها طلب الأدوية وتلقيها. بعض الزبائن يعتبرون هذه الطريقة أكثر راحة وتوفر لهم الخصوصية بدلا من الذهاب إلى صيدلية المجتمع حيث قد يسمع زبون آخر عن الأدوية التي يأخذونها. وبعض الأطباء يقترح على مرضاه بأن يتعاملوا مع صيدليات الإنترنت إذا كانوا مقعدين.
في حين أن معظم صيدليات الإنترنت تتطلب وصفة طبية لبيع الأدوية، فإن بعضها يبيع الأدوية دون الحاجة إلى وصفة طبية. كثير من الزبائن يطلبون أدوية من هذه الصيدليات لتجنب الإحراج من زيارة الطبيب أو للحصول على دواء لم يكن طبيبهم راغبا في وصفه لهم. وقد تعرض هذا الفعل للانتقاد خاصة من أولئك الأشخاص الذين يعتقدون أن الأطباء هم المعتمد عليهم في تحديد موانع الاستعمال، ونسبة الفائدة والخطر، وملائمة الدواء لهذا الشخص. وقد وردت تقارير على أن بعض هذه الصيدليات تصرف أدوية جودتها أقل من المستوى المطلوب.
يوجد قلق خاص من صيدليات الإنترنت وهو أن الناس، وخاصة الشباب، يمكنهم الحصول على أدوية خاضعة للرقابة (مثل: فيكودين) Vicodin والمعروف تجاريا باسم هيدروكودون hydrocodone عن طريق الانترنت من دون وصفة طبية ويكون الطبيب مرخص له ويكون قد التقى مع المريض عن طريق الإنترنت. وقد حدثت هناك حالات حيث أن طبيبا يصف وصفة لدواء خاضع للرقابة لشخص، لم يلتق معه، عن طريق الإنترنت. في الولايات المتحدة حتى تكون الوصفة صالحة لمادة خاضعة للرقابة يجب أن تكون موصوفة لغرض طبي عن طريق طبيب مرخص له التقى مع مريضه. وعلى الصيدلية التي صرفت الدواء مسؤولية أن تتأكد أن الوصفة صالحة.
غالبا يكون لدى كل ولاية قوانين توضح ما إذا كان المريض قد التقى مع طبيبه.
كندا تعتبر موطنا لعشرات صيدليات الإنترنت المرخصة، والكثير منها تبيع أدويتها المنخفضة السعر لمستهلكين في الولايات المتحدة، والذين يدفعون أسعارا على الأدوية تعتبر الأعلى في العالم في السنوات الأخيرة. العديد من المستهلكين في الولايات المتحدة وباقي دول العالم والذين يدفعون أسعارا عالية تحولوا للتعامل مع صيدليات إنترنت مرخصة في الهند، إسرائيل، والمملكة المتحدة، والتي غالبا لديها أسعار أقل من كندا.
في الولايات المتحدة، كان هناك مسعى لإضفاء الشرعية على استيراد الأدوية من كندا وبلدان أخرى، من أجل خفض التكاليف الاستهلاكية. بينما في معظم الحالات استيراد الأدوية ينتهك القوانين التي وضعتها هيئة الغذاء والدواء (FDA) والأنظمة الفيدرالية، والتي تستهدف موردي الأدوية العالميين وليس المستهلكين. ولا توجد أي حالة معروفة لمواطني الولايات المتحدة أن أحدهم اشترى دواء من كندا للاستخدام الشخصي بوصفة طبية، وقد تم اتهامه من قبل السلطات.

### الصيدلية البيطرية
الصيدلية البيطرية، وتسمى صيدلية الحيوانات، ربما تقع في فئة صيدلية المستشفى، صيدلية البيع بالتجزئة، صيدلية الطلب بالبريد. توفر الصيدلية البيطرية كل حاجيات الحيوانات الصيدلانية. ولأن احتياجات الحيوانات وأيضا اللوائح الخاصة بالحيوانات تختلف عن تلك الخاصة بالبشر، الصيدلية البيطرية دائما ما تكون منفصلة عن الصيدلية العادية.

### الصيدلة النووية
الصيدلة النووية تركز على تحضير مواد مشعة لأغراض تشخيصية، ولعلاج بعض الأمراض. الصيدلية النووية لديها تدريب إضافي خاص للتعامل مع المواد المشعة، وعلى خلاف صيدلية المجتمع أو المستشفى، الصيدلية النووية لا تتعامل مباشرة مع المرضى.

### الصيدلية العسكرية
الصيدلية العسكرية بيئة عمل مختلفة تماما يرجع ذلك إلى حقيقة أن العاملين بها يؤدون أعمالهم في القطاع المدني بشكل غير قانوني. كل قوانين الدولة من استشارة وفحص المريض من قبل الصيدلي لا تنطبق.

### الصيدلية المعلوماتية
الصيدلية المعلوماتية هي دمج بين علم ممارسة الصيدلة وعلم المعلومات التطبيقية. الصيادلة المعلوماتيون يعملون في عدة مجالات في الصيدلة، ومع ذلك يمكن أن يعملوا في إدارة تكنولوجيا المعلومات أو شركات بيع تكنولوجيا معلومات الرعاية الصحية.

## قضايا في الصيدلة

### فصل وصف الأدوية وصرفها
في معظم الولايات القضائية (مثل الولايات المتحدة)، يتم تنظيم الصيادلة بشكل منفصل عن الأطباء. هذه الولايات القضائية عادة ما تعطي الحق للصيادلة فقط في صرف الأدوية للعامة، وأيضاً الصيادلة لا يمكنهم تشكيل شركات تجارية مع الأطباء أو منحهم رشوة الدفعات. ومع ذلك، فإن الرابطة الطبية الأميركية (AMA) مدونة قواعد السلوك على أن الأطباء قد يستغنوا عن الأدوية ضمن ممارسات مناصبهم طالما ليس هناك استغلال للمرضى والمرضى لديهم الحق بالحصول على وصفة طبية مكتوبة. الإحصائيات تقول أن 7إلى 10 أطباء الأمريكيين يصفون الأدوية إلى أنفسهم.
في بعض المناطق الريفية في المملكة المتحدة هناك أطباء يسمح لهم صرف الأدوية ووصف العلاج للمرضى خلال أوقات عملهم.
يشترط قانون GP في منطقة ريفية معينة، أن يكون هناك مسافة لا تقل (حاليا 1.6 كيلومتر) بين منزل المريض وأقرب صيدلية.
في مناطق أخرى (خاصة البلدان الآسيوية مثل الصين وماليزيا وسنغافورة) يحق للطبيب صرف الأدوية بنفسه أو لاستخدامه الخاص والتدريب الصيدلي يكون متكامل مع الطبيب كما هو الحال في الطب الصيني.
في كندا تكون العيادة الطبية والصيدلية تكون موجودة في شركة واحد عند مالك واحد ولكن لكل منها ترخيص على شكل منفصل.
السبب في قانون الأغلبية هو أن الطبيب قد يأخذ الاستفادة المالية من تشخيص المريض ويصرف أكثر من دواء إلى المريض وذلك للاستفادة المادية للطبيب. وقد يصرف الطبيب للمريض أكثر من دواء ويتجنب الأعراض الجانبية للدواء والآثار المترتبة عن كثرة الأدوية ليستفيد ماديا. هذا النظام يعكس الكثير من التشابه إلى نظام الضوابط والتوازنات في الولايات المتحدة وحكومات أخرى كثيرة.
وقد بدأت حملة للانفصال بين الصيدلية والعيادة الطبية في كثير من البلدان وكانت ناجحة بالفعل (كما هو الحال في كوريا). كما أن العديد من الدول المتبقية تتحرك نحو الانفصال، وقد تكون المقاومة والضغط من الأطباء الذين لديهم مصالح الاستغناء عن المال تثبت حجر عثرة (على سبيل المثال في ماليزيا).

### مستقبل الصيدلة
في العقود المقبلة، من المتوقع أن يصبح الصيادلة جزء لا يتجزأ من نظام الرعاية الصحية. بدلا من الاستغناء عن الأدوية ببساطة، من المتوقع أن يزداد عمل الصيادلة ليتم التركيز على مهاراتهم في رعاية المرضى، [على وجه الخصوص إدارة العلاج الكيميائي (MTM)] ليشمل الخدمات السريرية التي يمكن أن يوفرها الصيادلة لمرضاهم. هذه الخدمات تشمل تحليل شامل لجميع الأدوية (وصفة طبية، غير وصفة طبية، والأعشاب) التي تؤخذ من قبل الفرد. والنتيجة النهائية هي تحقيق الاختيار الأمثل للدواء والتوعية الدوائية للمريض مما يؤدي إلى زيادة الحصيلة الصحية للمريض وانخفاض التكاليف لنظام الرعاية الصحية.
هذا التحول قد بدأ بالفعل في بعض البلدان، على سبيل المثال، الصيادلة في أستراليا يتلقون مكافأة من الحكومة الأسترالية لإجراء مراجعات شاملة للأدوية. في المملكة المتحدة الصيادلة الذين يقومون بالتدريب الإضافي يحصلون على بعض الحقوق الإضافية. كما يدفع لهم من قبل الحكومة لمراجعة استخدام الدواء. بالنسبة للولايات المتحدة، الرعاية الصيدلية أو الصيدلة السريرية كان لها تأثير على تطور ممارسة الصيدلة. شهادة دكتور في الصيدلة (pharm.D) هي الشهادة البديلة لبكالوريوس الصيدلة واعتبارا من 2003 لا بد للخريجين الجدد الحصول على Pharm.D للعمل كصيدلي قبل دخول الوظيفة في أي مجال في الصيدلة. بالإضافة إلى ذلك، بعضهم يدرس سنتين أو أكثر بعد التخرج لاكتساب شهادة الاختصاص وفي بعض الأحيان تتبع بأخذ زمالة بعد شهادة الاختصاص (Fellowship) في مجالات معينه. من ناحية أخرى، آراء الصيادلة التي كانت محصورة في مراكز الرعاية فقط تتوسع الآن إلى استشارات مباشرة مع الأطباء والمرضى في المستشفيات والمراكز تحت شعار «الرعاية الصيدلية الشاملة».

## الرموز المستخدمة في الصيدلة

وعاء هيجيا وهو الرمز المعروف عالميًا للصيدلة.
عصا أسكليبيوس وهو الرمز المعروف عالميًا للدواء.
صليب أخضر ووعاء هيجيا مستخدم في أوروبا باستثناء (ألمانيا والنمسا) والهند.
صليب أخضر بسيط يستخدم في أوروبا والهند.
شعار أحمر مماثل لحرف A يستخدم في النمسا.
هاون ومدقة يستخدمان في الولايات المتحدة وكندا.
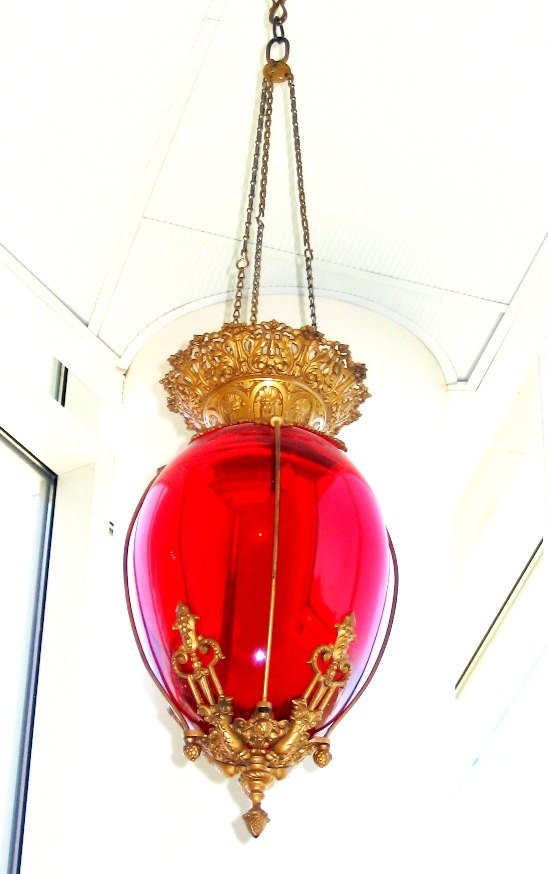
معلقة مشهد العالم تستخدم سابقًا في الولايات المتحدة.
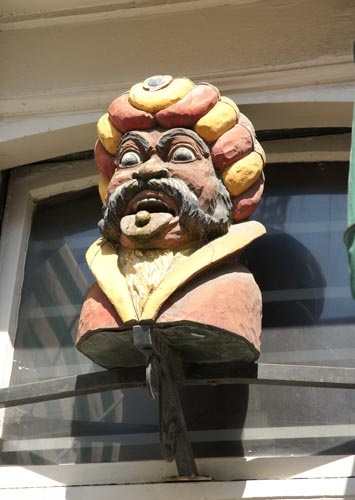
المنبهر يستخدم في هولندا.
يستخدم الرمز في الوصفات الطبية.